# Nimbadon
Nimbadon es un género extinto de mamífero marsupial del orden Diprotodontia que vivió en la época del Mioceno. Muchos de sus fósiles se han hallado en el sitio fosilífero de Riversleigh en el noroeste de Queensland, Australia.
En 1990, sus cráneos fueron desenterrados en una caverna anteriormente desconocida en la región. Los investigadores estiman que Nimbadon apareció inicialmente hace unos 15 millones de años y se extinguió hace 12 millones de años, quizás por el cambio climático que indujo a una reducción de su hábitat.

## Nimbadon lavarackorum
La especie N. lavarackorum es descrita como un animal similar a un koala. Es conocido a partir de nada menos que 24 especímenes bien articulados. Esta especie era un animal arborícola, alimentándose principalmente de hojas y brotes. Sus pies y garras eran muy largos, asemejándose superficialmente a las de los koalas. Retractaban sus garras cuando caminaban. Nimbadon también fue el mayor mamífero arborícola australiano, llegando a alcanzar un peso de hasta 70 kilogramos.